# Jürgen Neumeyer
Jürgen Neumeyer (* 21. September 1968; † 9. Oktober 2024) war ein deutscher Diplom-Politikwissenschaftler, in den 1990er Jahren Drogenpolitischer Referent beim Bundesverband der Jusos und arbeitete 17 Jahre lang im Deutschen Bundestag für verschiedene MdB sowie als (Gründungs-)Geschäftsführer des Netzwerks Berlin, wo er sich u. a. für die Legalisierung von Cannabis einsetzte. Er publizierte mehrere Bücher zur Drogenpolitik. 
Anlässlich seines 40. Geburtstages erschien 2008 das Buch Freunde. Macht. Politik: Jahre mit Jürgen Neumeyer. (ISBN 978-3937692-07-4) mit Beiträgen von Siegmund Ehrmann, Eva Högl, Leonie Gebers, Kurt Bodewig, Susanne Gaschke, Matthias Machnig, Rolf Stöckel u. a.
Außerdem war Neumeyer für die Zeitschrift Berliner Republik als Autor und in der Geschäftsführung tätig, Mitbegründer des Think Tanks „Das Progressive Zentrum e. V.“ sowie des überparteilichen Vereins „Wahlkreis e. V.“ mit der gleichnamigen Polit-Kneipe im Berliner Regierungsviertel. Neumeyer leitete für zwei Jahre die politische Kommunikation des Deutschen Hanfverbandes (DHV), bis er die Gründung der Interessensvertretung der deutschen Cannabiswirtschaft initiierte. Er war von 2020 bis zu seinem Tode Geschäftsführer des Branchenverbandes Cannabiswirtschaft.

## Schriften
- mit Ralf Ludwig (Hrsg.): Die narkotisierte Gesellschaft? Neue Wege in der Drogenpolitik und akzeptierende Drogenarbeit. In Zusammenarbeit mit der Deutschen AIDS-Hilfe. Schüren, Marburg 1991, ISBN 3-924800-44-8.
- mit Gudrun Schaich-Walch (Hrsg.): Zwischen Legalisierung und Normalisierung. Ausstiegsszenarien aus der repressiven Drogenpolitik. Schüren, Marburg 1992, ISBN 3-89472-249-5.
- mit Eva Kampmeyer (Hrsg.): Innere UnSicherheit. Eine kritische Bestandsaufnahme. AG SPAK Bücher, München 1993, ISBN 3-923126-90-5.
- (Hrsg.): Cannabis. Schickert, München 1996. ISBN 3-9801256-2-9.
- mit Henning Schmidt-Semisch (Hrsg.): Ecstasy – Design für die Seele? Lambertus, Freiburg 1997, ISBN 3-7841-0944-6.
- Drogenpolitik im Straßenverkehr. VWB, Berlin 2000, ISBN 3-86135-085-8.
- Neumeyers Nachtleben. Zehn Jahre Berliner Republik (= Das politische Taschenbuch Band 1). Mit einem Vorwort von Klaus Wowereit. deutscher politikverlag, Berlin 2010, ISBN 978-3-937692-06-7.